# 塞興湖
52°45′10″N 13°31′20″E / 52.75278°N 13.52222°E

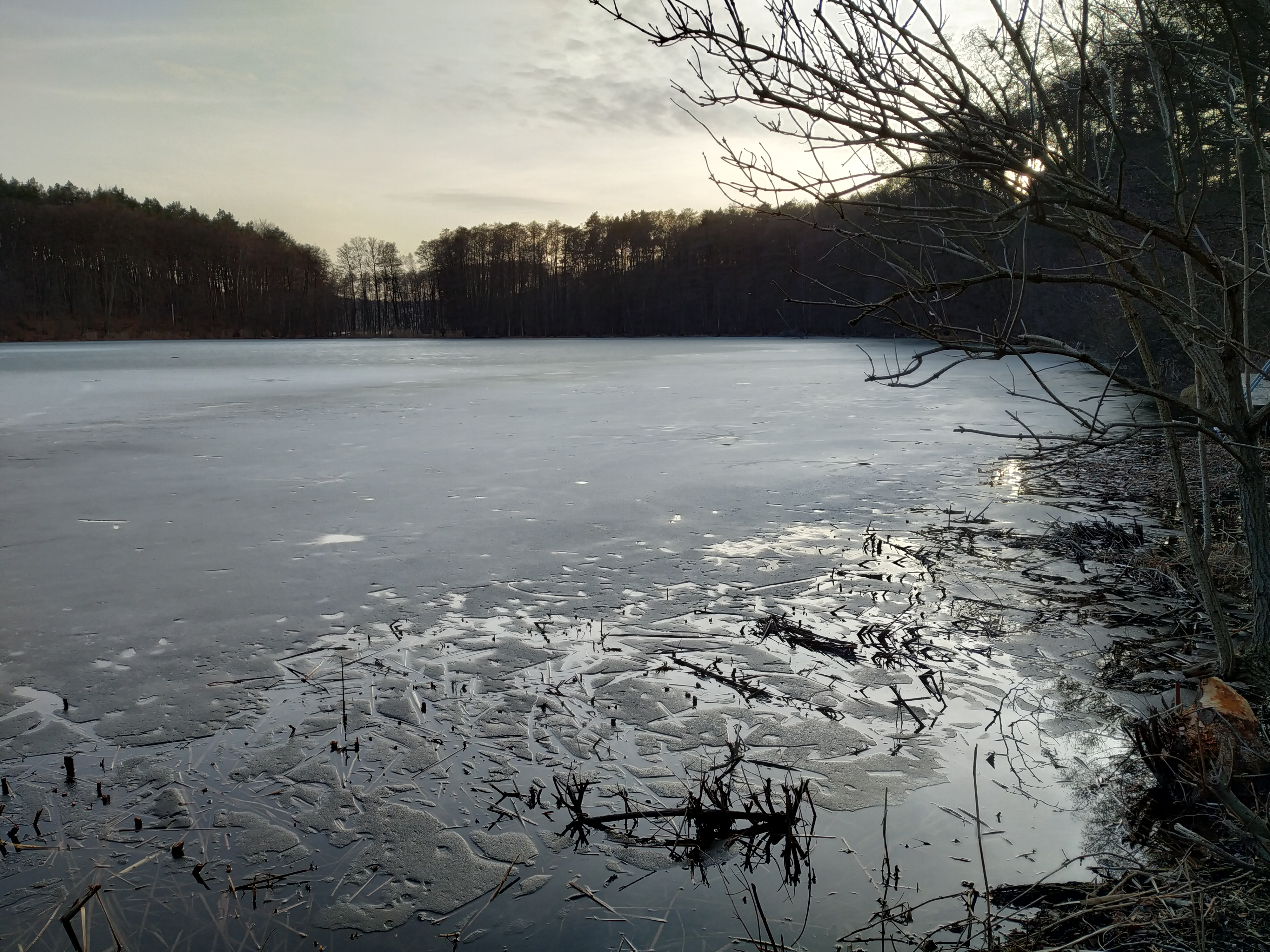

塞興湖（德語：Seechen），是德國的湖泊，位於該國西南部，由勃蘭登堡州負責管轄，處於柏林附近貝爾瑙，長0.3公里、寬0.3公里，面積0.07平方公里，海拔高度50米，湖岸線長度0.8公里。